# Drillia ghyooti
Drillia ghyooti é uma espécie de gastrópode do gênero Drillia, pertencente a família Drilliidae.